# Champagny-sous-Uxelles
Champagny-sous-Uxelles è un comune francese di 84 abitanti situato nel dipartimento della Saona e Loira nella regione della Borgogna-Franca Contea.

## Storia

### Simboli
Lo stemma comunale è stato adottato il 12 maggio 2022.
San Vincenzo è il patrono della parrocchia locale, le giunchiglie ricordano la festa annuale dedicata a questo fiore, la foglia di quercia rappresenta il bosco che copre il 40% del territorio del comune, l'elmo romano è un riferimento alla strada romana che attraversa il comune, infine la filiera di verde simboleggia l'agricoltura.

## Società

### Evoluzione demografica
Abitanti censiti